# Laphria
Laphria es un género de moscas de la familia Asilidae, subfamilia Laphriinae, descrita por Johann Wilhelm Meigen en 1803. Hay más de 240 especies. Es de distribución holártica, la mayoría en Asia. Se alimentan de toda clase de insectos, moscas, abejas, avispas y escarabajos. Al igual que otros asílidos usan su proboscis para perforar el cuerpo de sus presas, inyectan enzimas y se alimentan de los tejidos disueltos.
Son moscas grandes, entre 15 y 25 mm de longitud. La mayoría son vellosas y generalmente de color negro. Algunas tienen diseños miméticos de abejas o abejorros con bandas negras y amarillas (ver Laphria thoracica). Se las encuentra entre julio y septiembre.

## Especies
Lista de especies
Algunas especies seleccionadas incluyen:
- Laphria affinis Macquart, 1855
- Laphria aktis Mcatee, 1919
- Laphria altitudinum Bromley, 1924
- Laphria apila (Bromley, 1951)
- Laphria canis Williston, 1883
- Laphria ephippium (Fabricius, 1781)
- Laphria fernaldi (Back, 1904)
- Laphria flava (Linnaeus, 1761)
- Laphria flavescens Macquart, 1838
- Laphria flavicollis Say, 1824
- Laphria ithypyga Mcatee, 1919
- Laphria ivorina Oldroyd, 1968
- Laphria kistjakovskiji Paramonov, 1929
- Laphria sadales Walker, 1849
- Laphria saffrana Fabricius, 1805
- Laphria sapporensis Matsumura, 1911
- Laphria thoracica Fabricius, 1805
- Laphria tibialis Meigen, 1820
- Laphria venezuelensis Macquart, 1846
- Laphria ventralis Williston, 1885
- Laphria violacea Macquart, 1846
- Laphria vulpina Meigen, 1820
- Laphria xanthothrix Hermann, 1914
- Laphria yamatonis Matsumura, 1916

|                   |
| Laphria ephippium |

|                  |
| Laphria saffrana |

|                   |
| Laphria thoracica |